# Keysseria erici
Keysseria erici là một loài thực vật có hoa trong họ Cúc. Loài này được (C.N.Forbes) Cabrera mô tả khoa học đầu tiên năm 1967.